# Dreptul la dragoste
Dreptul la dragoste (titlul original: în bulgară Години за любов) este un film de comedie bulgar, realizat în 1957 de regizorul Ianko Iankov, protagoniști fiind actorii Stefan Dobrev, Antonia Ianeva, Ruja Delceva și Nevena Kokanova.

## Rezumat
Dr. Ganevski și-a părăsit soția Maria și copiii săi adulți Rosița și Ceavdar pentru doctorița Troianovska, care a rămas văduvă de război⁠(d). Fiul ei, Angel, care a abandonat școala, este îndrăgostit de Rosița. Rosița renunță la tatăl ei. Până la un punct, Ceavdar poate înțelege decizia lui Ganevski și sperând să trăiască în prosperitate, băiatul se mută în noua familie a tatălui său. Când Rositsa se îmbolnăvește de pneumonie, doctorul Ganevski nu îndrăznește să meargă să o vadă. 
De ziua lui, pe care o sărbătorește la tatăl său, Ceavdar se simte teribil de singur și părăsește casa.

## Distribuție
- Stefan Dobrev – dr. Simo Ganevski
- Antonia Ianeva – dr. Elena Troianovska
- Ruja Delceva – Maria
- Liubomir Șarlandjiev – Ceavdar
- Nevena Kokanova – Ema
- Țako Dacev – Anghel
- Rumiana Simeonova – Rosița
- Ivan Andonov – ochelaristul
- Asen Kisimov – Boreto
- Liubomir Bobcevski – Likomanov
- Vera Karalambova – Likomanova
- Lea Ivanova
- Nikola Uzunov
- Gheorghi Kaloiancev
- Iordan Spirov
- Ivan Kasabov
- Svoboda Molerova

## Lansare
Filmul a avut premiera în Bulgaria pe data de 16 decembrie 1957.
În România premiera filmului a avut loc la data de 7 aprilie 1958 la cinematografele „V. Alecsandri”, „I.C. Frimu” și „Vasile Roaită” din capitală.